# سنت جیمز پارک
سنت جیمز پارک (انگلیسی: St. James's Park) یک پارک سلطنتی در وست‌مینستر، لندن است.
این پارک که در سال ۱۶۰۳ میلادی تأسیس شده است دارای ۲۳ هکتار وسعت می‌باشد. کاخ باکینگهام در غرب سنت جیمز پارک قرار دارد.

## نگارخانه

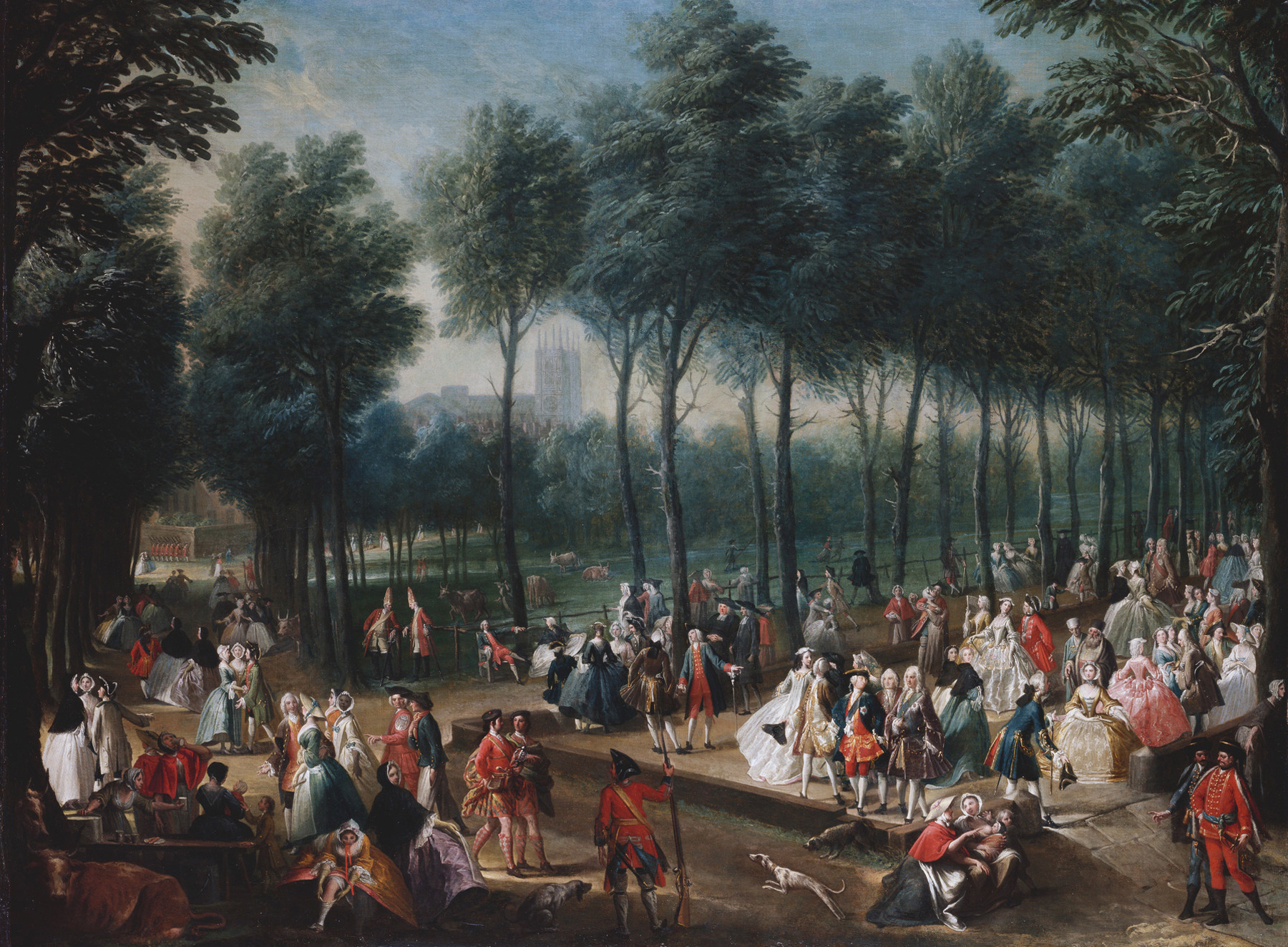
Fashionable people thronging St James's Park, c.1745
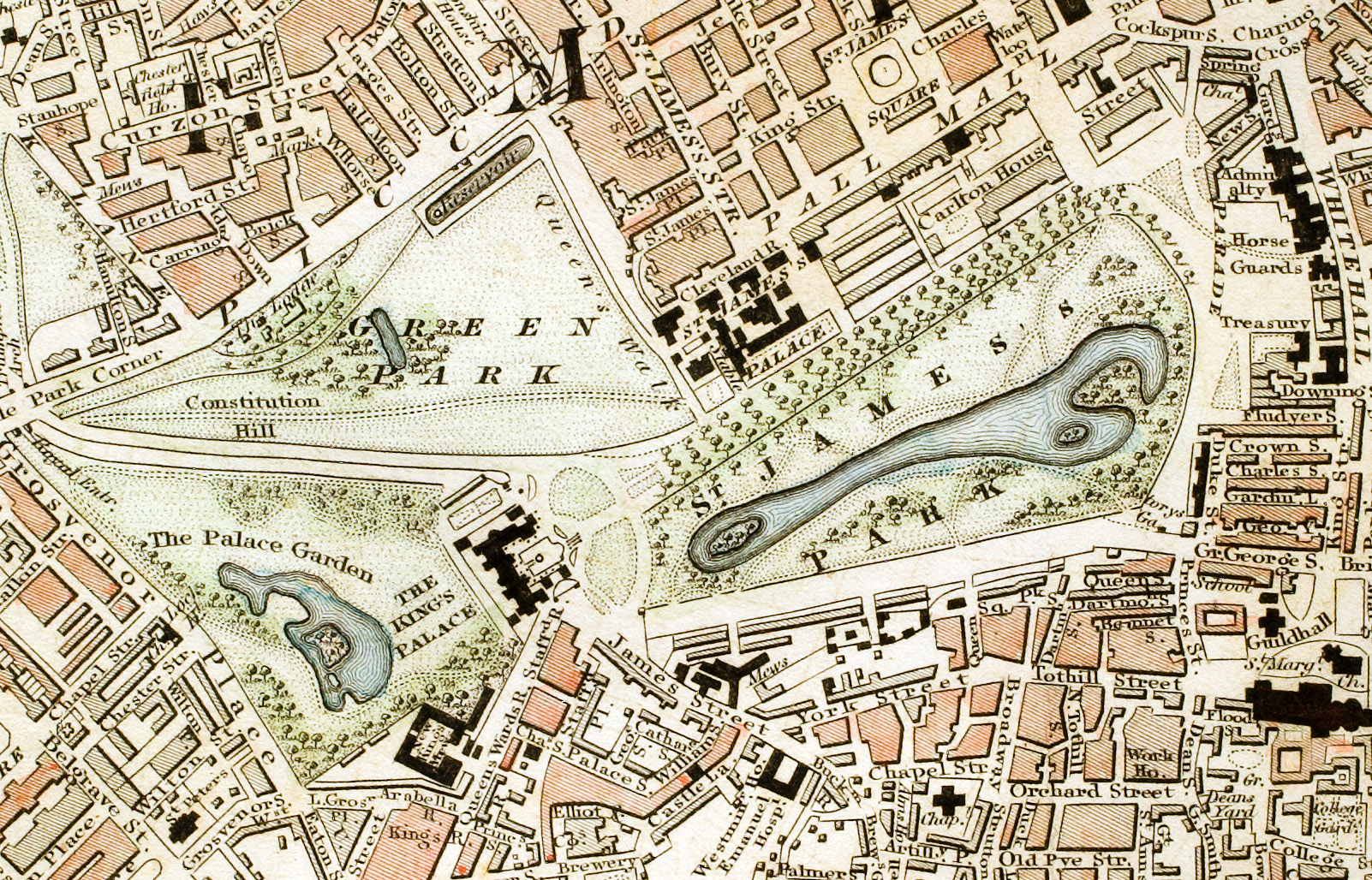
گرین پارک and St. James's Park c.1833
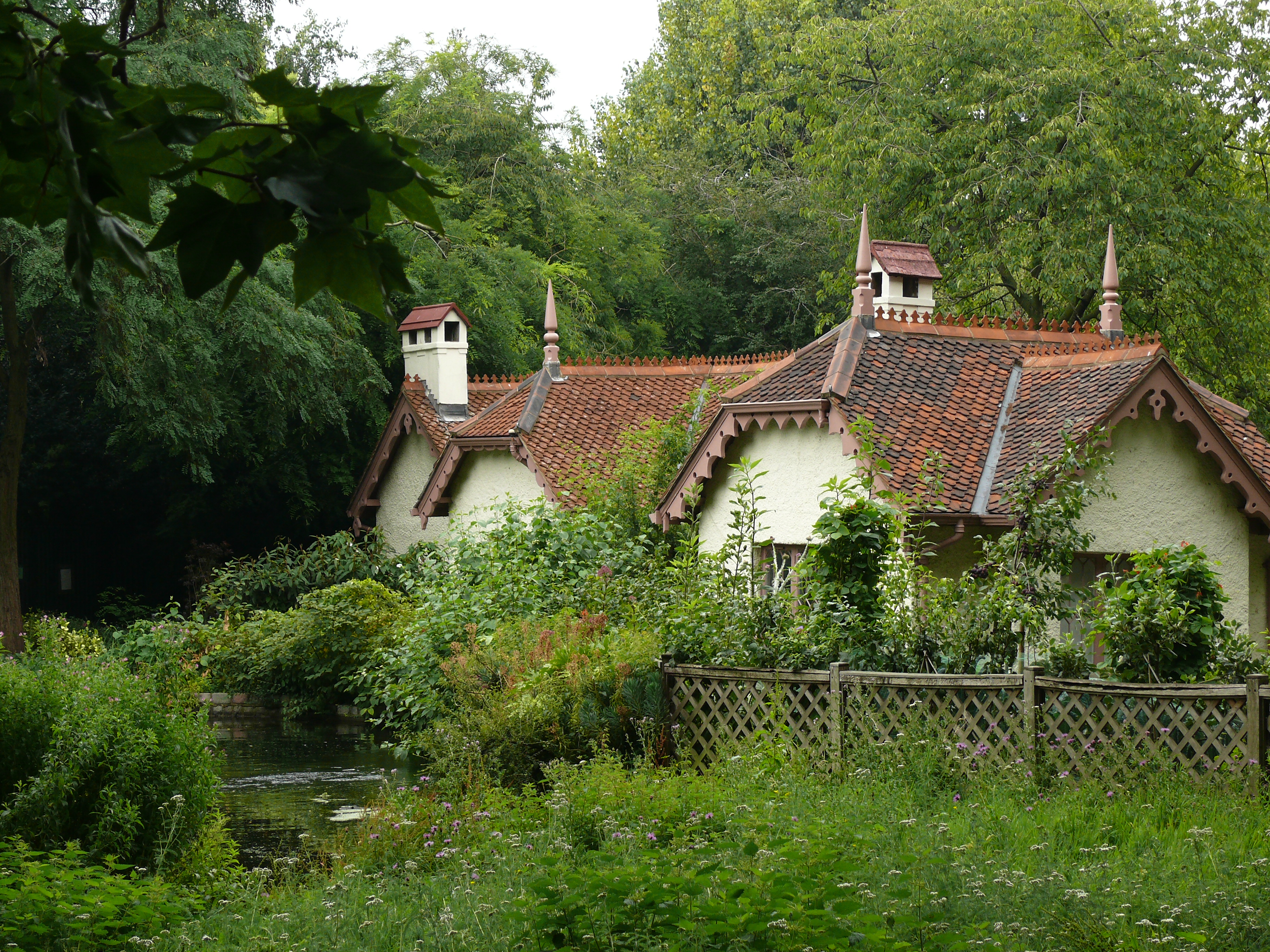
Duck Island Cottage
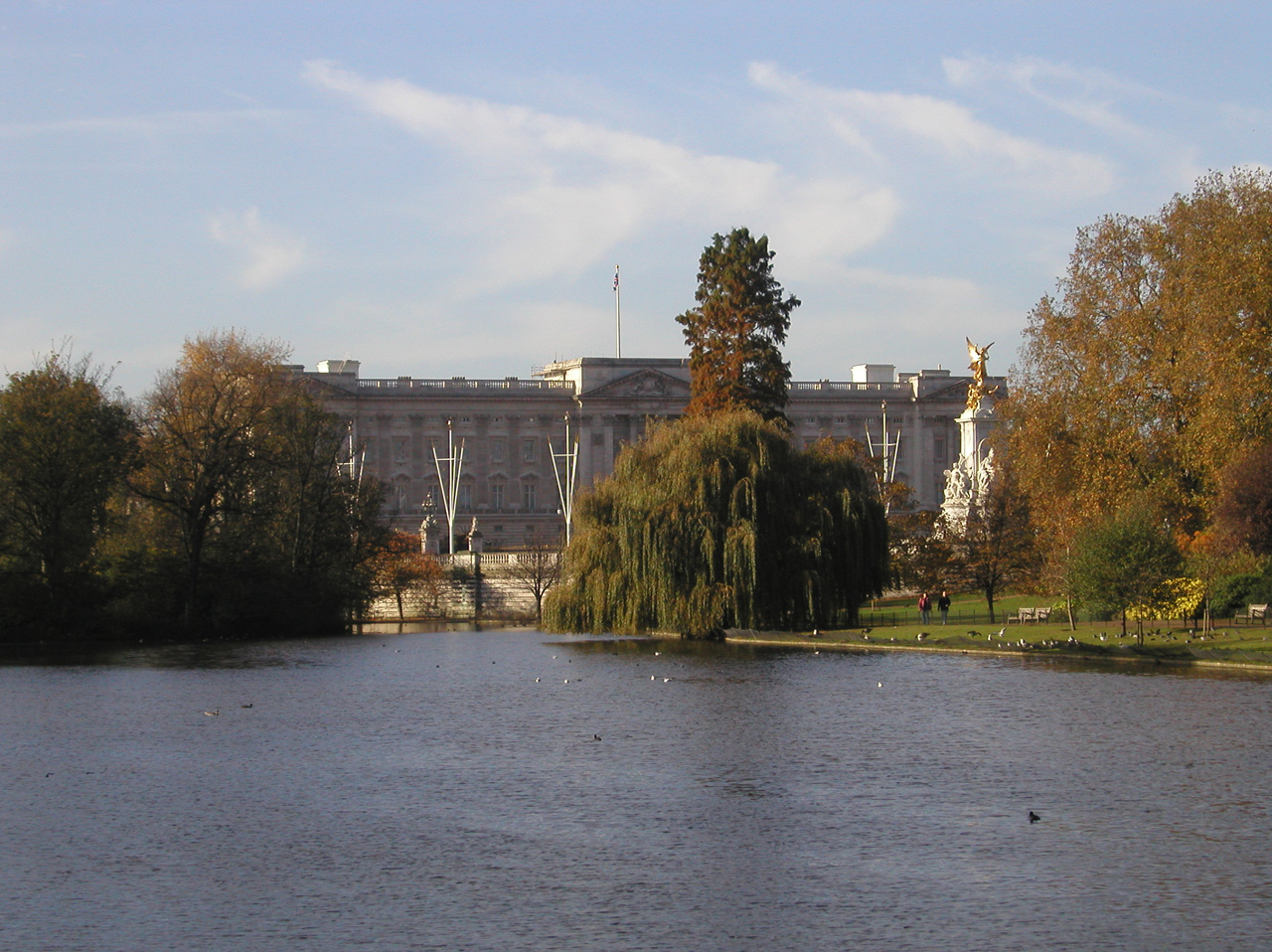
نمایی از کاخ باکینگهام از سنت جیمز پارک
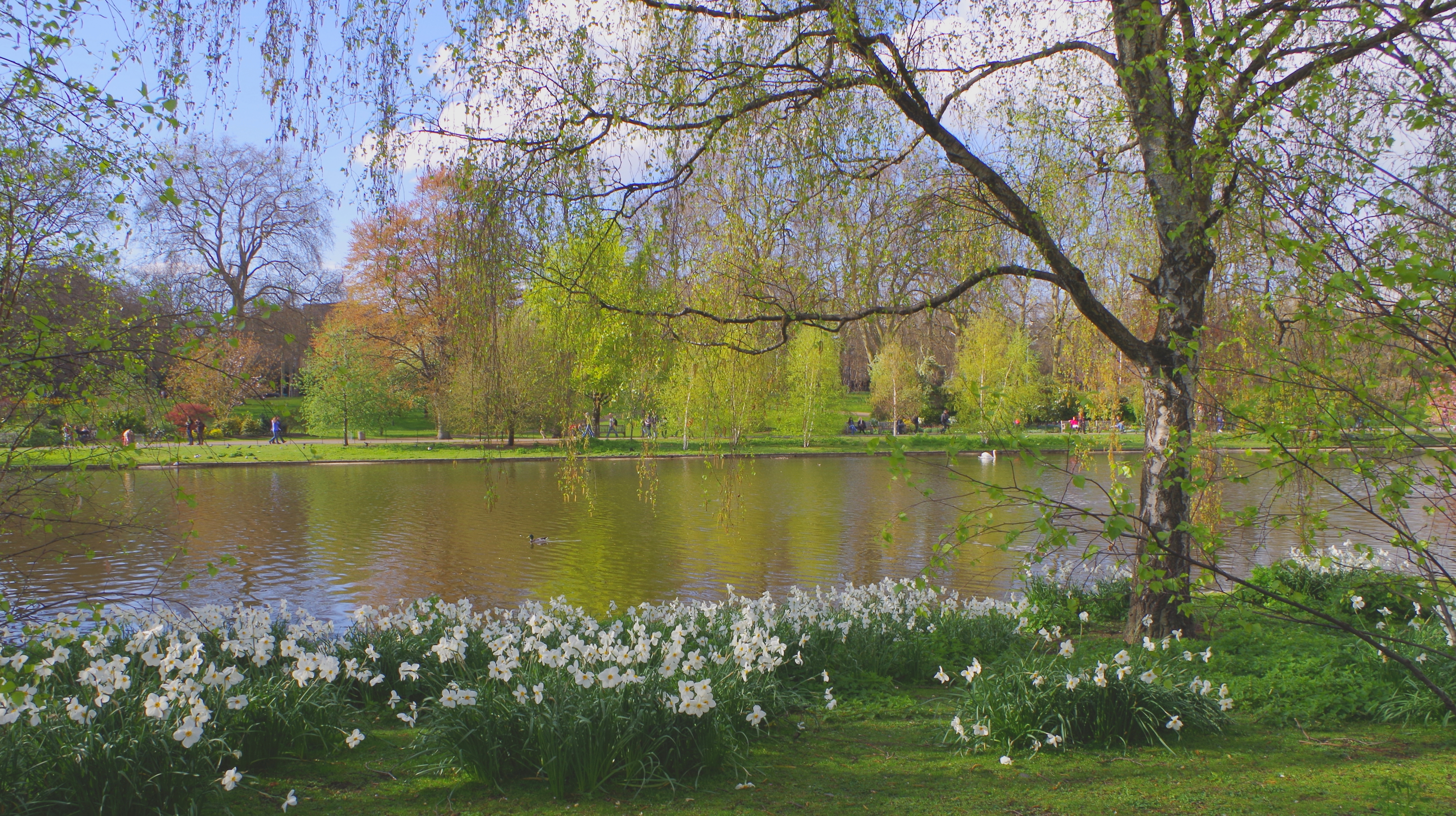
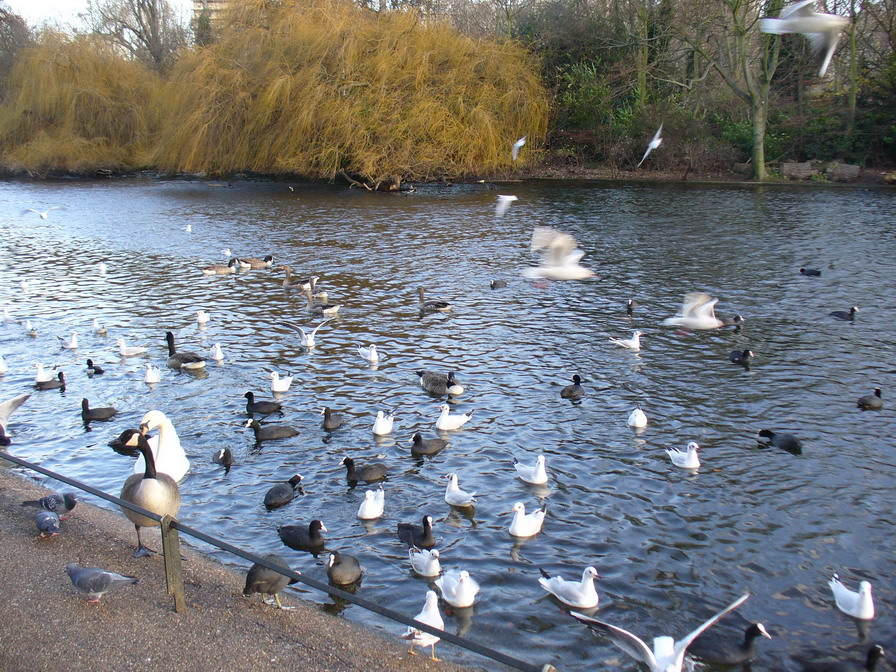
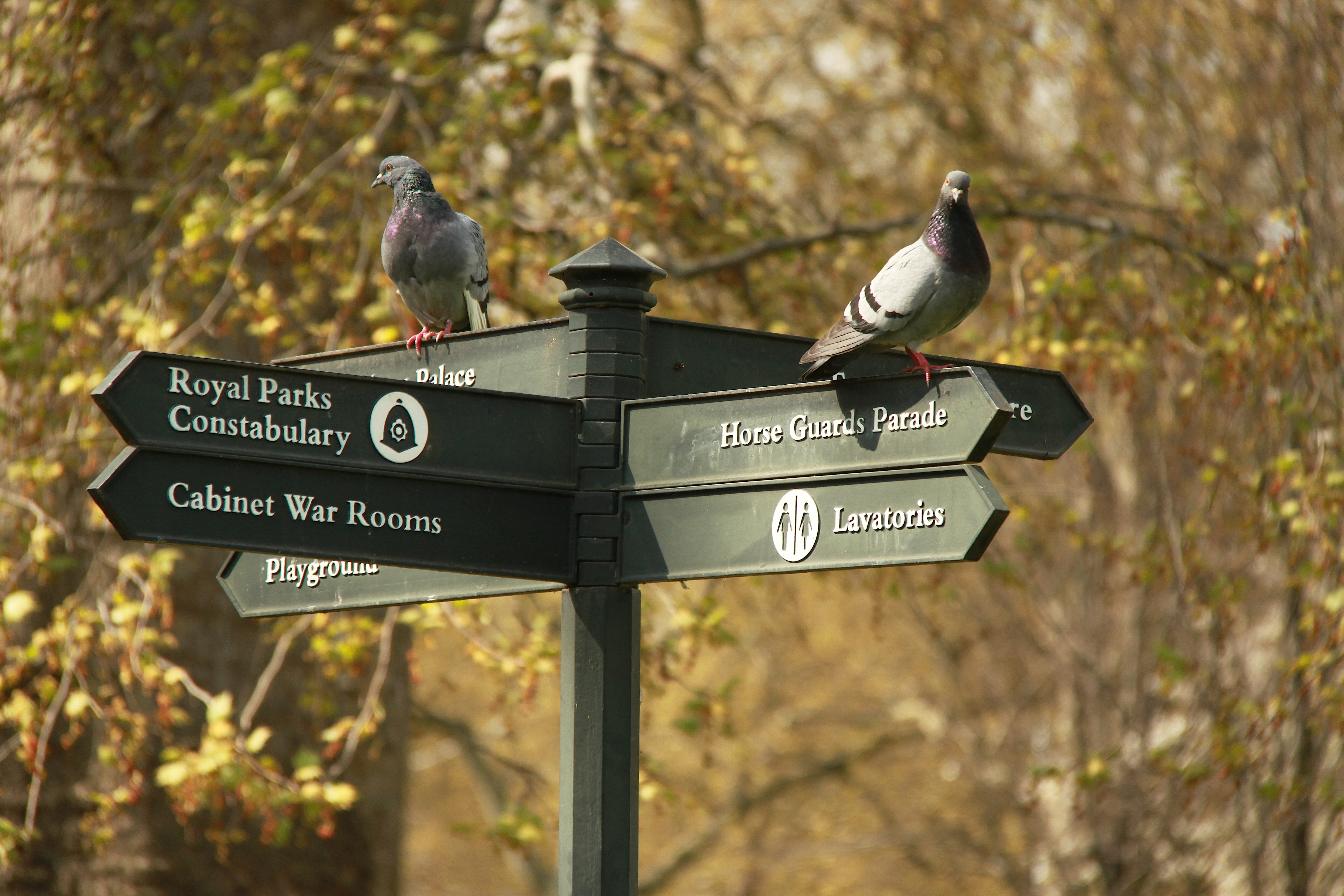
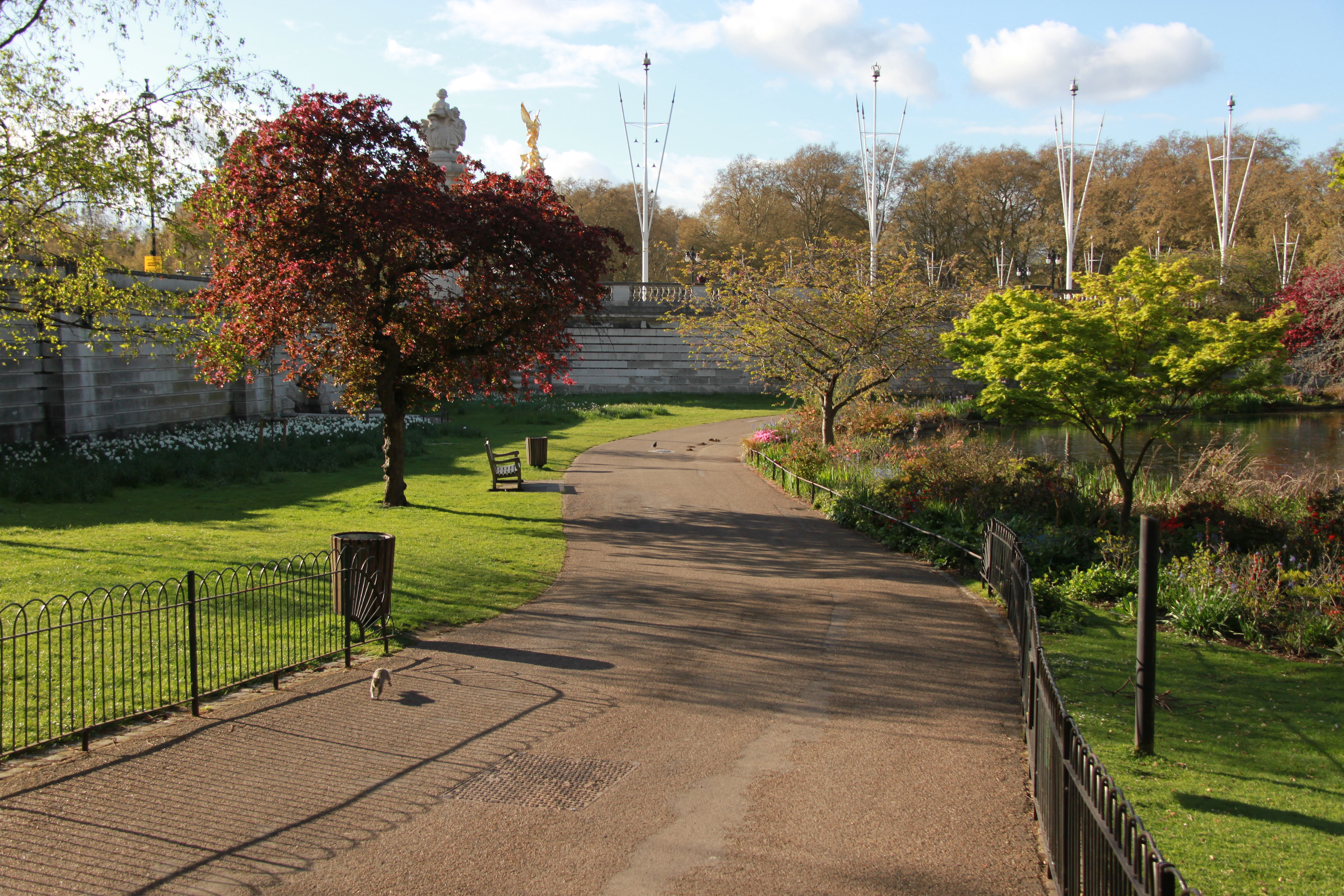
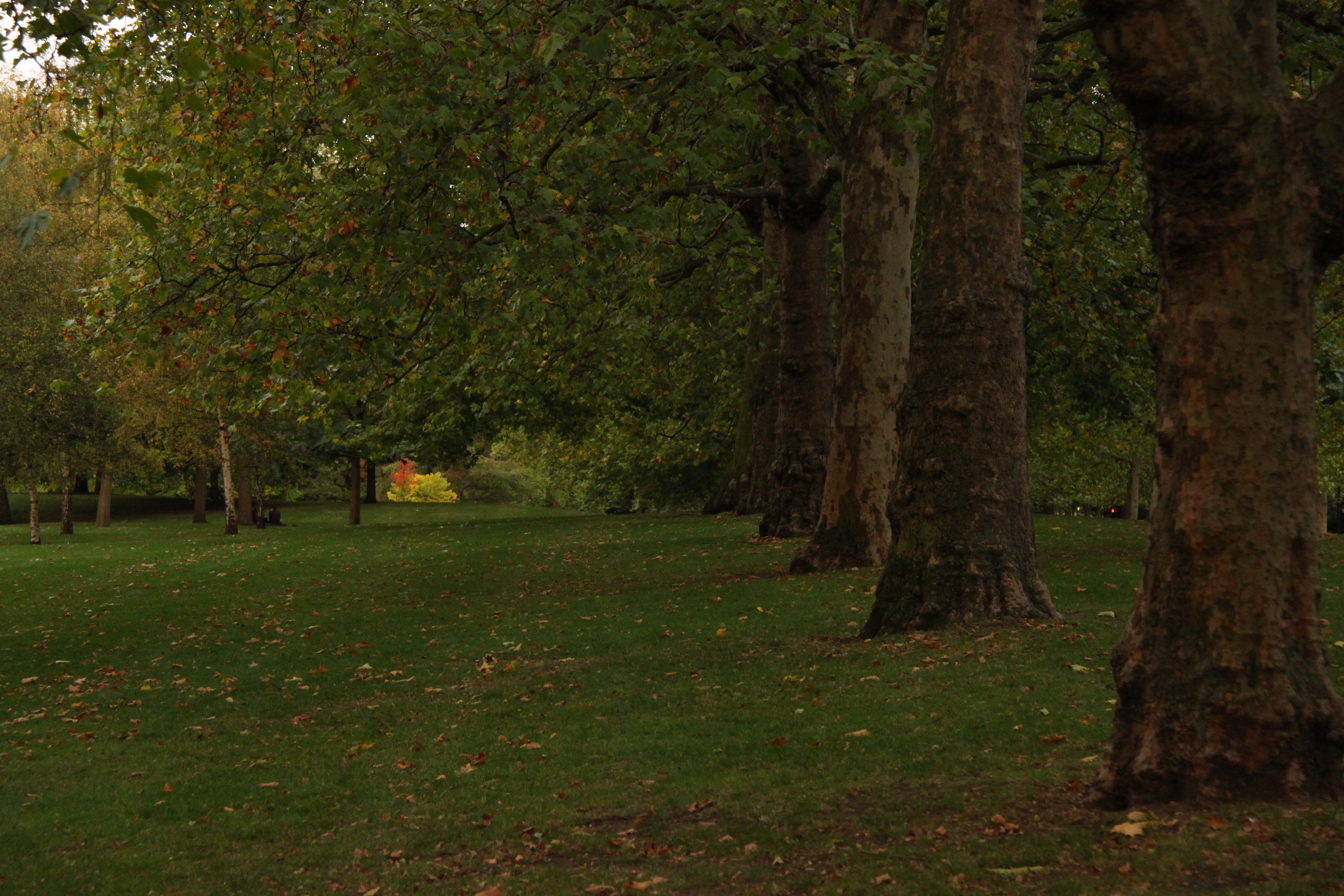
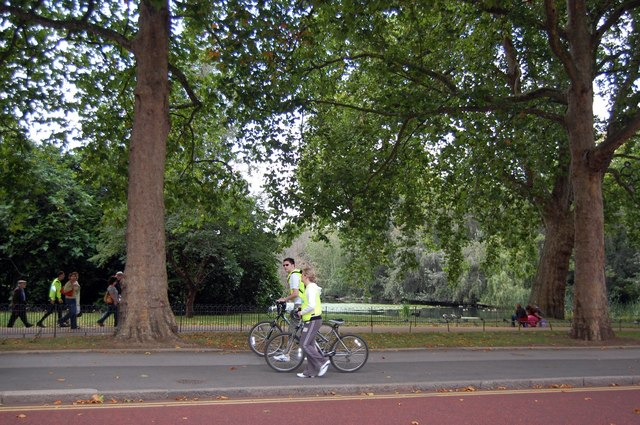